# Общество инженеров кино и телевидения
Общество инженеров кино и телевидения, ОИКиТ (англ. Society of Motion Picture and Television Engineers, SMPTE (произносится как /симпти/, иногда /сампти/) — организация, рекомендующая стандарты для кинематографии и телевидения.

## Задачи
Основана в США в 1916 году как Общество киноинженеров — международная профессиональная организация инженеров киноиндустрии. В 1950 году добавлено отделение телевидения в связи с развитием телевизионной индустрии.
Организация разрабатывает стандарты международного значения. ОИКиТ имеет более 400 стандартов, технологических рекомендаций и конструкторской документации по телевидению, кинематографии, цифровому кино, звукозаписи и медицинским изображениям.
ОИКиТ прилагает усилия к достижению следующих целей:
- Развитие промышленных стандартов
- Улучшение образования посредством семинаров, выставок и конференций
- Обсуждение последних технологических разработок
- Способствование установлению деловых контактов и обмену информацией

## Награды
Вручает ряд наград. Высшей наградой является Медаль прогресса.

### Стандарты цифровой видеозаписи
- SMPTE D-1 (1986)
- SMPTE D-2 (1988)
- SMPTE D-3 (1991)
- SMPTE D-5 (1993)
- SMPTE D-6 (1993)
- SMPTE D-9 (Digital-S) (1995)
- SMPTE D-7 (DVCPRO) (1995) - SMPTE 306M, SMPTE 307M (2002)
- SMPTE D-10 (MPEG IMX) - SMPTE 365M, SMPTE 356M   (2001)
- SMPTE D-11 (HDCAM) (1997)
- SMPTE D-12 (DVCPRO HD) - SMPTE 370M, SMPTE 371M (2002)
- SMPTE D-6 HD (2000)
- SMPTE D5 HD (SMPTE D-15)(2003)
- SMPTE D-16 (HDCAM SR) (2003)

### Стандарты семействаSDI
- SMPTE 259M — SD-SDI
- SMPTE 344M — ED-SDI
- SMPTE 292M — HD-SDI
- SMPTE 372M — Dual Link HD-SDI
- SMPTE 424M — 3G-SDI

### Другие стандарты
- SMPTE 260M — японское аналоговое телевидение высокой чёткости
- SMPTE 293M — стандарт 480p
- SMPTE 421M — видеокодек VC-1
- SMPTE 2019 — видеокодек VC-3
- Код SMPTE/EBU